# Khalil El-Maaoui
Khalil El-Maaoui (ur. 12 września 1988) – tunezyjski sztangista.
Zajął 17. miejsce na Igrzyskach Olimpijskich w Pekinie w 2008.